# Luis César Amadori
Pour les articles homonymes, voir Amadori.
Luis César Amadori, né le 28 mai 1902 à Pescara et mort le 5 juin 1977  à Buenos Aires, est un réalisateur et scénariste italo-argentin.

## Filmographie partielle
- 1936 : El pobre Pérez (es)
- 1938 : Chèvrefeuille (es) (Madreselva)
- 1938 : Orquesta de señoritas (es)
- 1940 : El tercer beso (es)
- 1940 : Luisito (es)
- 1940 : Hay que educar a Niní
- 1942 : Clair de lune (es) (Claro de luna)
- 1944 : Napoléon (es)
- 1944 : Le Secret du bonheur (es) (Apasionadamente)
- 1945 : Madame Sans-Gêne (Madre Selva)
- 1946 : Sérénade espagnole (es) (Albéniz)
- 1948 : Le Mendiant de minuit (es) (Dios se lo pague)
- 1949 : Almafuerte
- 1951 : María Montecristo (es)
- 1953 : Le Calvaire d'une courtisane (La pasión desnuda)
- 1958 : La violetera
- 1959 : Tu seras reine (¿Donde vas, Alfonso XII?)
- 1960 : Un trône pour Christine (Un trono para Cristi)
- 1960 : Mon dernier tango (Mi último tango)
- 1961 : La Parade de l'adieu (es) (Alerta en el cielo)
- 1961 : Ave Maria ou Magdalena (Pecado de amor)
- 1963 : La Chaste Suzanne (La casta Susana)
- 1964 : Monsieur de La Salle (es) (El señor de La Salle)
- 1966 : Acompáñame
- 1967 : Un fiancé pour deux sœurs (es) (Un novio para dos hermanas), avec Pilar Bayona
- 1967 : Buenos días, condesita (es)
- 1968 : Cristina Guzmán (es)